# Vaidas Baumila
Vaidas Baumila (n. Vilna, Unión Soviética, 28 de marzo de 1987) es un cantante lituano, que llegó a la fama gracias a la participación en un programa musical de la televisión lituana llamado Dangus ("Cielo")

## Carrera

### 2005, del anonimato a la fama
A principios de este año el cantante Vaidas Baumila, era conocido por el seudónimo de Ozono. Durante la primera semana en su participación en "Dangus" cosechó gran fama por parte del público; llegando a ser el séptimo clasificado entre los mejores cantantes y quedando en la tercera posición, en la final de dicho programa que se celebró en el Arena Siemens el 30 de diciembre de dicho año (tras Rasos i Augustes)

### 2006
Tras la gran fama que cosechó en el programa "Dangus", Vaidas hizo cuantiosos conciertos y también publicó su primer álbum, es decir su álbum debut, llamado "Ką tu Mėgsti?" (¿Qué le gusta?), el cual salió a la venta el 11 de diciembre de este mismo año. Llegando a vender más de 5.000 copias

### 2007
En 2007 , Vaidas preparó su segundo álbum llamado "Išklausyk" ( Escucha), el cual contó con un total de seis canciones.

### 2008
Vaidas finalmente publicó su álbum en solitario "Išklausyk" ("Escucha"), ganado dos premios "Radiocentras", entre los que figuraba uno al mejor intérprete; además también participó en el programa musical de la LNK TV „Žvaigždžių duetai 2“.

### 2009
Entre enero y mayo Vaidas junto a la cantante Daura Zenkevičiūte participó en el programa de la LNK „Žvaigždžių duetai 3“, logrando llegar a la semifinal de dicho programa.
Este mismo año Vaidas estudió canto clásico, con profesores como el cantante de ópera Vytautas Juozapaitį; éste se graduó en artes escénicas y en 2010 se unió a la escuela de teatro musical GSA, con sede en Inglaterra.

### 2014-2015 "Etapa Eurovisiva"
En 2014, Vaidas participó en la preselección lituana para Eurovisión, donde llegó hasta la final, pero en la que quedó tercero en la misma
Ya en 2015, Vaidas vuelve a participar y logra llegar a la final con la canción «This Time», inicialmente como solista, pero tras la interpretación de dicha canción con Monika Linkytė en una de las semifinales de dicha preselección. La cadena tras ver la buena acogida , de parte del público y de expertos ( e incluso del compositor ), de la canción al ser interpretada por los dos cantantes; Decidió que fuera interpretada por ambos cantantes en la final de dicha final nacional; finalmente Vaidas y Monika lograron ganar dicha final, llegando a representar en Viena a Lituania

### Festival de Eurovisión 2015
Tanto Vaidas como Monika interpretaron la canción «This Time» en la segunda semifinal del Festival de la Canción de Eurovisión 2015, logrando que Lituania se clasificase para la Gran Final del certamen, que tuvo lugar el 23 de mayo, donde obtuvieron la decimoctava posición.

## Discografía
- Ką tu mėgsti? (2006)
- Išklausyk (2007)
- Iš naujo (2015)
- This time (2015)